# Christian Lévesque (homme politique)
Pour les articles homonymes, voir Christian Lévesque.
Christian Lévesque est un homme d’affaires et personnalité politique québécois. Il a été élu député de Lévis lors de l’élection générale du 26 mars 2007 sous la bannière de l’Action démocratique du Québec (ADQ). Il a été président et directeur général de l’ADQ de 2009 à 2012 et a joué un rôle clé dans sa fusion avec la Coalition avenir Québec.
Il est actuellement président du comité canadien pour l’élaboration du standard ISO Anti-corruption (PC 278) pour le Conseil canadien des normes. Il participe régulièrement à l’émission Le Club des ex de Radio-Canada en tant que panéliste.

## Biographie
Né le 29 mai 1970 à Lévis, Christian Lévesque compte sept années d’expérience en politique active et près de vingt ans dans le monde des affaires. Diplômé du programme Élite de l’École d’Entrepreneurship de Beauce, il a commencé sa carrière dans l'industrie textile à Québec, Paris et Tunis, avant de rejoindre l’entreprise familiale, Vitrerie Lévis, en 2002.
En 2006-2007, il a été président de la Chambre de commerce de Lévis. En 2007, il est élu député de Lévis sous la bannière de l’Action démocratique du Québec. À l’Assemblée nationale du Québec, il occupe plusieurs fonctions, dont celles de porte-parole de l’opposition officielle en matière de Conseil du trésor, de Développement économique, de vice-président de la Commission des institutions, et de la Commission des finances publiques. Il a également été vice-président de la Délégation de l’Assemblée nationale pour les relations avec les États-Unis.
En 2009, il est candidat à la direction de l’Action démocratique du Québec, avant d’en devenir le président et directeur général. Il joue un rôle clé dans la fusion entre l’ADQ et la Coalition avenir Québec. En 2012, il se présente sous la bannière de la Coalition avenir Québec dans la circonscription de Bellechasse, où il termine en deuxième position.

## Carrière après la politique
Depuis 2018, Christian Lévesque a occupé plusieurs fonctions importantes :
- Secrétaire-trésorier (2018-2019) puis trésorier (2019-2020) du Cercle des ex-parlementaires de l'Assemblée nationale du Québec.
- Président du Cercle des ex-parlementaires de l’Assemblée nationale du Québec de 2020 à 2022.
- Président du comité sur le Parlementarisme et la démocratie du Cercle.
- Directeur chez Deloitte Afrique de 2020 à juillet 2024.
- Engagé dans les réflexions stratégiques sur les « Smart Cities » et la gouvernance des données.
Il siège également sur plusieurs conseils d’administration et continue d’être un commentateur régulier dans les médias québécois.